# Pusillimonas thiosulfatoxidans
Pusillimonas thiosulfatoxidans es una bacteria gramnegativa del género Pusillimonas. Fue descrita en el año 2019. Su etimología hace referencia a oxidación de tiosulfato. Es aerobia y móvil. Tiene un tamaño de 0,7-1,2 μm de ancho por 2-2,8 μm de largo. Catalasa y oxidasa positivas. Forma colonias amarillo claro, circulares y lisas en agar R2A. Temperatura de crecimiento entre 10-40 °C, óptima de 30 °C. Tiene un contenido de G+C de 59,3%. Se ha aislado de lodo activado en una planta de tratamiento de aguas en Daejeon, Corea del Sur. 